# 绀碧舰队
《绀碧舰队》是日本作家荒卷義雄所写的一部架空历史小说與科幻小說。場景位於後世世界，擁有前世第二次世界大戰記憶的轉世日本軍軍人們（以山本五十六轉世的高野五十六、陸軍中將大高彌三郎與紺碧艦隊司令官前原一征為中心）展開全然不同的科幻歷史。

## 劇情
後世日本，擁有前世記憶的同志發起政變，另組新政府。日本取消了超級戰艦大和號的計畫，建造了全新的潛水艦隊『紺碧艦隊』。藉著紺碧艦隊的活躍，在開戰當初擊滅了美國太平洋艦隊，並將其中的戰艦俘虜改造為『紅玉艦隊』，並佔領夏威夷群島為據點。其後，藉著新開發的局地戰鬥機『蒼萊』，擊滅了空襲日本的美軍戰略轟炸機B-30（類似現實上的B-29），並於荷蘭港一役中擊潰美軍新太平洋艦隊，全殲駐澳洲的第八艦隊，迫使澳洲政府孤立並開始轉向親日。
隨後美軍雖然使用B-36和平締造者轟炸機『飛行惡魔』的機載火箭彈重創高杉艦隊，但在比叡號戰艦的活躍下，將B-36的機場予以擊破。隨後日本藉由紺碧艦隊的海上補給，以特遣轟炸機成功奇襲美國洛斯阿拉莫斯国家实验室，毀滅原子彈工廠，美國總統小羅斯福氣憤而死。隨後艾森豪接任美國總統，由於納粹德國的壓力，日美轉向和談。納粹德國在歐洲連戰連勝，日本接納穿越西伯利亞流亡而來的猶太人，其中包括愛因斯坦等知名科學家，並割讓庫頁島南部予猶太人建國。但根據史實，愛因斯坦二戰前已移居美國。
隨著納粹德國的獨大，美英日開始和解，日本對德國宣戰。隨後劇情主要的敵方角色轉變為納粹德國。日本發動超巨大飛艇，襲擊了德國內地的原子彈工廠，再次延緩納粹開發核武的進程；並成功迎擊德軍的超重型戰略轟炸機，將之擊墜。此時納粹德國已佔領全非洲，德日兩軍在印度洋一帶衝突。藉著紺碧艦隊的活躍，在紅海全殲了納粹德國的戰艦群，在印度洋擊潰了U艇的破交戰，掌握了制海權。隨後，登陸德軍佔領的馬達加斯加島，作為反擊起點。納粹德國的隆美爾將軍率軍攻入印度，英日聯軍與德軍在印度南方要塞激戰，最後在日本海空優勢的全面夾擊，以及刺殺希特勒事件造成軍心不穩之下，德軍被擊敗後退。
刺殺希特勒事件後，戈林被肅清；隆美爾亡命日本，成為自由德國政府主席。德國轉型為『神聖歐洲帝國』，將觸角深至整個非洲大陸與南美。日本以超級戰艦『日本武尊』為中心的紅玉艦隊、戰略航母『建御雷』為中心的高杉艦隊遠征歐洲。兩軍在赤道與愛爾蘭近海進行死戰，最終紅玉艦隊與高杉艦隊不敵德國的新型戰略轟炸機，付出了龐大的犧牲，但成功解放英國，逼使納粹德國停戰。世界進入了日、美、德三強鼎立的短暫休戰時代。
本篇在此結束。另有紅玉艦隊遠征歐洲的篇章，獨立為旭日艦隊。其後，第三次世界大戰的情結，記於『新紺碧艦隊』與『新旭日艦隊』中。

## 動畫
| 集數   | 標題                           | 脚本     | 繪畫總監 | 配音     | 作畫監督                   | 機械作畫監督      | 播放日                                         |
| 第一季 | 第一季                         | 第一季   | 第一季   | 第一季   | 第一季                     | 第一季            | 第一季                                         |
| ------ | ------------------------------ | -------- | -------- | -------- | -------------------------- | ----------------- | ---------------------------------------------- |
| 1      | 運命の開戦                     | 高橋良輔 | -        | 真野玲   | 須田正己\|須田正巳         | 山内則康          | 播放：1994年3月 錄影帶：1993年12月             |
| 2      | パナマ運河爆撃す               | 高橋良輔 | -        | 真野玲   | 須田正己\|須田正巳         | 山内則康          | 播放：1994年3月 錄影帶：1994年2月              |
| 第二季 |                                |          |          |          |                            |                   |                                                |
| 3      | 帝都初空襲                     | 高橋良輔 | -        | 又野弘道 | 須田正巳                   | 江面久            | 播放：1995年12月 錄影帶：1995年6月             |
| 4      | 天元作戦発令                   | 高橋良輔 | -        | 関田修   | 粟井重紀 須田正巳          | 棚沢隆            | 播放：同上 錄影帶：1995年7月                   |
| 5      | トレス海峡封鎖作戦             | 高橋良輔 | 篠幸裕   | 又野弘道 | 須田正巳                   | 江面久            | 播放：1996年1月 錄影帶：1995年8月              |
| 6      | 一撃轟沈タスマン海戦           | 高橋良輔 | -        | 関田修   | 粟井重紀 須田正巳          | 棚沢隆            | 播放・錄影帶：同上                             |
| 第三季 |                                |          |          |          |                            |                   |                                                |
| 7      | クリスマス島攻略               | 高橋良輔 | 又野弘道 | 又野弘道 | 粟井重紀 須田正巳          | 棚沢隆            | 播放：1996年12月 錄影帶：1996年6月             |
| 8      | 原爆阻止作戦                   | 高橋良輔 | 篠幸裕   | 関田修   | 須田正巳                   | 松本淳            | 播放・錄影帶：同上                             |
| 9      | 天極作戦発動                   | 高橋良輔 | 又野弘道 | 又野弘道 | 清山滋崇 粟井重紀 須田正巳 | 棚沢隆            | 播放：1997年1月 錄影帶：1996年8月              |
| 10     | 超巨艇欧州を翔ぶ               | 高橋良輔 | 篠幸裕   | 関田修   | 須田正巳                   | 棚沢隆            | 播放・錄影帶：同上                             |
| 11     | 新装紺碧艦隊出撃               | 高橋良輔 | 又野弘道 | 又野弘道 | 清山滋崇 粟井重紀 須田正巳 | 棚沢隆            | 播放：1997年2月 錄影帶：1996年10月             |
| 12     | 風雲マダガスカル               | 高橋良輔 | 関田修   | 関田修   | 須田正巳                   | 棚沢隆 竹内昭     | 播放・錄影帶：同上                             |
| 第四季 |                                |          |          |          |                            |                   |                                                |
| 13     | 独超重爆撃機要撃作戦           | 高橋良輔 | 又野弘道 | 山口武志 | 須田正巳                   | 梶谷光春          | 錄影帶：1998年1月 （注：これ以降レンタルのみ） |
| 14     | 紅海雷撃作戦                   | 高橋良輔 | 又野弘道 | 又野弘道 | 和田崇                     | 梶谷光春          | 錄影帶：1998年1月                              |
| 15     | 海中要塞鳴門出撃               | 高橋良輔 | 又野弘道 | 又野弘道 | 和田崇                     | 梶谷光春 水村雄之 | 錄影帶：1998年3月                              |
| 16     | 前原少将危機一髪!              | 高橋良輔 | 山口武志 | 山口武志 | 須田正巳                   | 棚澤隆            | 錄影帶：同上                                   |
| 17     | 暗雲印度洋浪高し!              | 高橋良輔 | 又野弘道 | 又野弘道 | 和田崇                     | 梶谷光春          | 錄影帶：1998年5月                              |
| 18     | 殲滅・独逸水中襲撃艦隊         | 高橋良輔 | 山口武志 | 山口武志 | 須田正巳                   | 重田智            | 錄影帶：同上                                   |
| 19     | 熱風、印度亜大陸!              | 高橋良輔 | 又野弘道 | 又野弘道 | 須田正巳                   | 梶谷光春          | 錄影帶：1999年10月                             |
| 第五季 |                                |          |          |          |                            |                   |                                                |
| 20     | 電撃・ロンメル軍団出撃!        | 高橋良輔 | 又野弘道 | 又野弘道 | 須田正巳                   | 梶谷光春          | 錄影帶：2000年3月                              |
| 21     | 超弩級空母建御雷出撃す!        | 高橋良輔 | 又野弘道 | 又野弘道 | 須田正巳                   | 梶谷光春          | 錄影帶：2000年7月                              |
| 22     | 陸海立体作戦カマイタチ!        | 高橋良輔 | 又野弘道 | 又野弘道 | 須田正巳                   | 梶谷光春          | 錄影帶：2001年2月                              |
| 23     | デカン高原攻防戦               | 高橋良輔 | 又野弘道 | 又野弘道 | 須田正巳                   | 梶谷光春          | 錄影帶：2001年5月                              |
| 24     | 決戦!印度南方要塞              | 高橋良輔 | 又野弘道 | 又野弘道 | 須田正巳                   | 梶谷光春          | 錄影帶：2001年8月                              |
| 第六季 |                                |          |          |          |                            |                   |                                                |
| 25     | 神聖欧州帝国成立               | 高橋良輔 | 又野弘道 | 又野弘道 | 須田正己                   | 梶谷光春          | 錄影帶：2002年4月                              |
| 26     | 満州視察隠密行                 | 高橋良輔 | 又野弘道 | 又野弘道 | 遠藤栄一                   | 棚澤隆            | 錄影帶：2002年6月                              |
| 27     | 超秘匿潜水艦亀天北進せよ!      | 高橋良輔 | 又野弘道 | 又野弘道 | 須田正己                   | 梶谷光春          | 錄影帶：2002年8月                              |
| 28     | 嗚呼、アイスランド沖海戦       | 高橋良輔 | 又野弘道 | 又野弘道 | 遠藤栄一                   | 棚澤隆            | 錄影帶：2002年11月                             |
| 29     | 決戦向けて、序曲高まる!        | 高橋良輔 | 又野弘道 | 又野弘道 | 須田正己                   | 梶谷光春          | 錄影帶：2003年1月                              |
| 30     | 赤道大海戦                     | 高橋良輔 | 又野弘道 | 又野弘道 | 遠藤栄一                   | 棚澤隆            | 錄影帶：2003年4月                              |
| 31     | 鉄十字（ハーケンクロイツ）の鎌 | 高橋良輔 | 又野弘道 | 又野弘道 | 須田正己                   | 梶谷光春          | 錄影帶：2003年6月                              |
| 32     | 亜細亜の曙                     | 高橋良輔 | 又野弘道 | 又野弘道 | 須田正己 遠藤栄一          | 梶谷光春 棚澤隆   | 錄影帶：2003年8月                              |

## 脚注
1. 1 2 3 4 5 6 7 8  キャラ総作画監督